# Verteidigungsministerium (Kroatien)
Das Verteidigungsministerium der Republik Kroatien (kroatisch Ministarstvo obrane Republike Hrvatske, kurz MORH) ist ein Ministerium der Kroatischen Regierung. Der Dienstsitz befindet sich in Sarajevska cesta 7 in Zagreb.
Das Verteidigungsministerium wurde 1990 gegründet.

## Struktur
Das Verteidigungsministerium gliedert sich in folgende organisatorische Einheiten:
1. Kabinettsminister
2. Generalsekretariat
3. Abteilung für Interne Revision
4. Abteilung für den militärischen Luftverkehr
5. Abteilung für Öffentlichkeitsarbeit und Veröffentlichungen
6. Abteilung für öffentliche Aufträge
7. Abteilung für Verteidigungspolitik
8. Abteilung für Personalwesen
9. Abteilung für materielle Ressourcen
10. Abteilung für interne Wirtschaftsprüfung
11. Inspektorat Abwehr
12. Abteilung für die Unterstützung des Militärordinariats in der Republik Kroatien

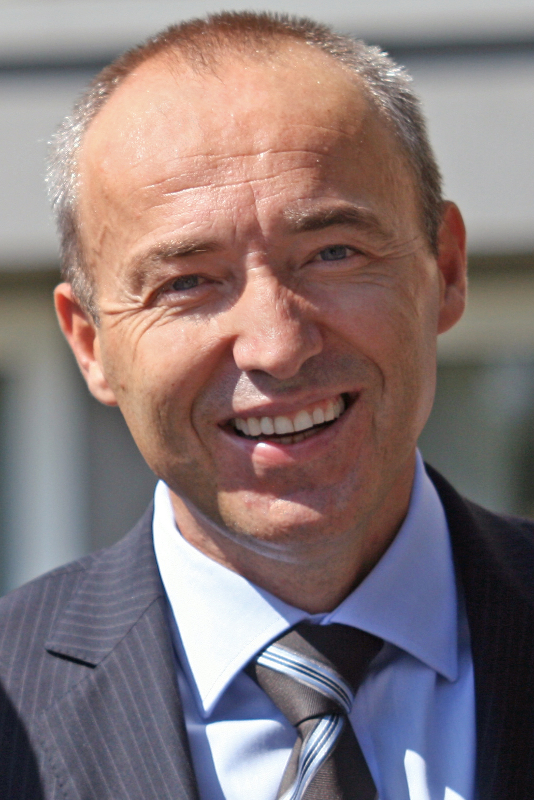
Damir Krstičević, bis 19. Mai 2020 kroatischer Verteidigungsminister

## Minister
| Regierung (Amtszeit) | Minister          | Partei | Amtsantritt        |
| --- | ----------------- | ------ | ------------------ |
| Kabinett Mesić 30. Mai 1990 – 24. August 1990 | Petar Kriste      | HDZ    | 30. Mai 1990       |
| Kabinett Manolić 24. August 1990 – 17. Juli 1991 | Martin Špegelj    | HDZ    | 24. August 1990    |
| Kabinett Manolić 24. August 1990 – 17. Juli 1991 | Šime Đodan        | HDZ    | 2. Juli 1991       |
| Kabinett Gregurić 17. Juli 1991 – 12. August 1992 | Luka Bebić        | HDZ    | 31. Juli 1991      |
| Kabinett Gregurić 17. Juli 1991 – 12. August 1992 Kabinett Šarinić 12. August 1992 – 3. April 1993 Kabinett Valentić 3. April 1993 – 7. November 1995 Kabinett Mateša 7. November 1995 – 27. Januar 2000 | Gojko Šušak       | HDZ    | 18. September 1991 |
| Kabinett Mateša 7. November 1995 – 27. Januar 2000 | Andrija Hebrang   | HDZ    | 11. Mai 1998       |
| Kabinett Mateša 7. November 1995 – 27. Januar 2000 | Pavao Miljavac    | HDZ    | 14. Oktober 1998   |
| Kabinett Račan I 27. Januar 2000 – 30. Juli 2002 | Jozo Radoš        | HSLS   | 28. Januar 2000    |
| Kabinett Račan II 30. Juli 2002 – 23. Dezember 2003 | Željka Antunović  | SDP    | 30. Juli 2002      |
| Kabinett Sanader I 23. Dezember 2003 – 12. Januar 2008 | Berislav Rončević | HDZ    | 23. Dezember 2003  |
| Kabinett Sanader II 12. Januar 2008 – 6. Juli 2009 Kabinett Kosor 6. Juli 2009 – 23. Dezember 2011 | Branko Vukelić    | HDZ    | 12. Januar 2008    |
| Kabinett Kosor 6. Juli 2009 – 23. Dezember 2011 | Davor Božinović   | HDZ    | 29. Dezember 2010  |
| Kabinett Milanović 23. Dezember 2011 – 22. Januar 2016 | Ante Kotromanović | SDP    | 23. Dezember 2011  |
| Kabinett Tihomir Orešković 22. Januar 2016 – 19. Oktober 2016 | Josip Buljević    | HDZ    | 22. Januar 2016    |
| Kabinett Andrej Plenković 19. Oktober 2016 – amtierend | Damir Krstičević  | HDZ    | 20. Oktober 2016   |